# (4927) O’Connell
(4927) O’Connell – planetoida z pasa głównego asteroid okrążająca Słońce w ciągu 4 lat i 333 dni w średniej odległości 2,89 j.a. Została odkryta 21 października 1982 roku. Przed nadaniem nazwy planetoida nosiła oznaczenie tymczasowe (4927) 1982 UP2.